# Onomastica greca
Lo studio dei nomi propri di persona dell'Antica Grecia è una branca dell'onomastica, che si chiama antroponomastica, vale a dire lo studio dei nomi propri di persona. Abbiamo a disposizione centinaia di migliaia, per non dire milioni, di nominativi greci, quale importante risorsa primaria a cui attingere per lo studio dei nomi, così come per uno studio accurato dell'Antica Grecia in se stessa. I nomi si trovano riportati nei testi letterari a noi pervenuti, nelle monete, nelle anfore, nei casi di ostracismo, e molto di più ancora nei papiri dell'Antico Egitto.

## Nomi singoli e nomi familiari

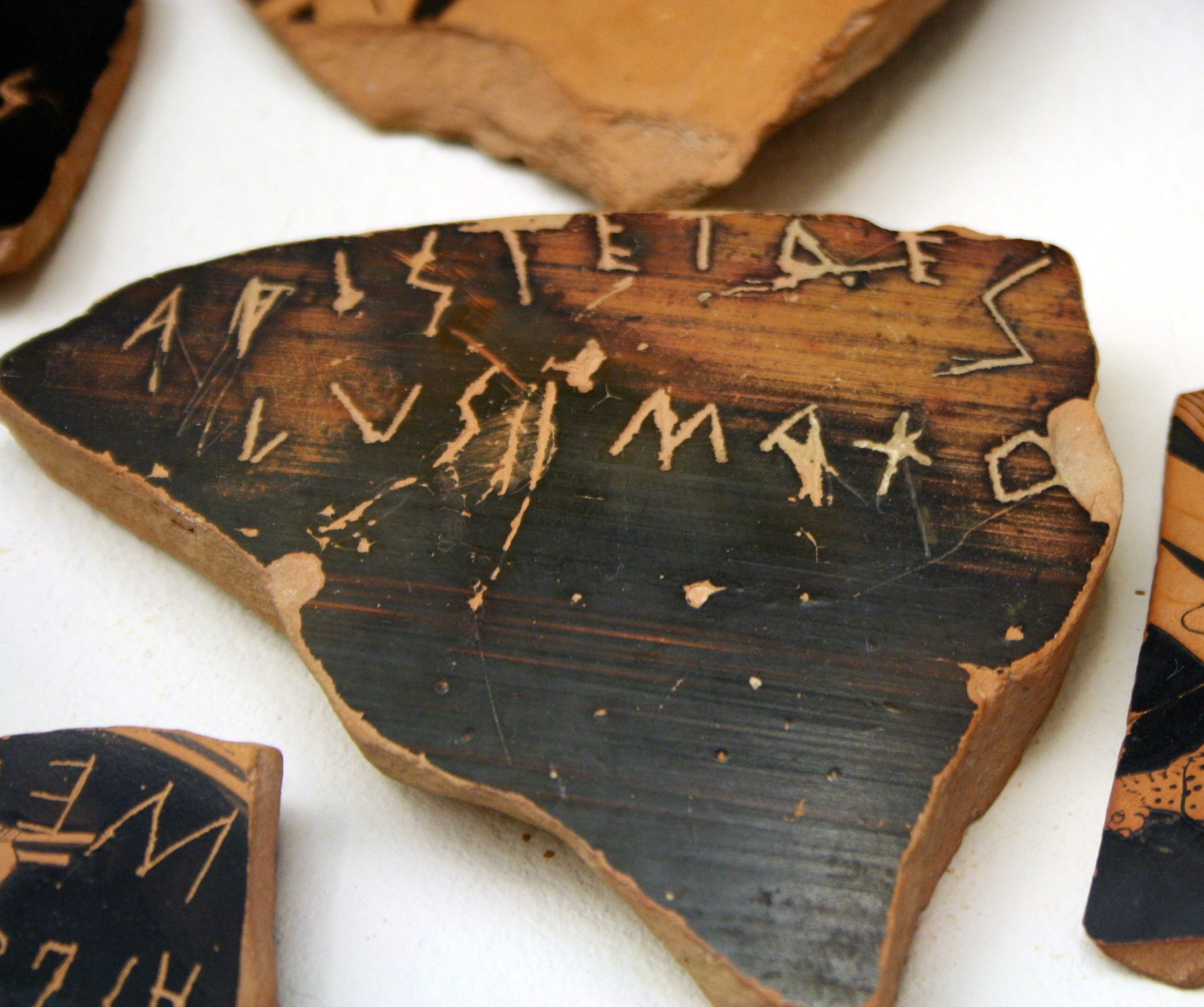
Un ostrakon risalente al V secolo avanti Cristo: un frammento di pentola che porta il nome di un politico proposto per l'ostracismo (esilio). Il nome specifico Aristides e il patronimico Lysimachos, insieme significano "Aristides, figlio di Lysimachos"

Gli Antichi Greci in generale erano identificati da un singolo nome-parola, detto mononimo, senza l'equivalente del nostro cognome. Tuttavia, un secondo elemento era spesso aggiunto in contesti semi-ufficiali per consentire la loro identificazione: il nome del padre (chiamato patronimico) declinato al caso genitivo, sottintendendo le parole «figlio di». In alcune varianti dialettali si usava una locuzione aggettivale. Infine, un'ulteriore terza parola poteva essere aggiunta a indicare l'appartenenza del singolo a un particolare gruppo, o ad una città di origine (quando si trovava lontano da tale città). Ad esempio l'oratore Demostene, davanti all'Assemblea Ateniese, era chiamato "Demostene di Demostene di Paiania", significa Demostene figlio di Demostene del demo di Paiania.
In alcuni rari casi, se la persona era un figlio illegittimo, oppure il padre non era cittadino del demo, il singolo poteva utilizzare il nome della madre (matronimico), anziché quello del padre.
Dieci giorni dopo la nascita di un infante, i parenti del ramo paterno e del ramo materno erano invitati ad una festa chiamata dekátē (δεκάτη) (lett. "decimo giorno"), in cui il neonato era presentato a tutti col suo nuovo nome.
Demostene era uno di quei rari casi che condividevano lo stesso nome col padre; era molto più frequente alternare i nomi tra due generazioni o linee della stessa famiglia. Era in questo modo comune per il primo figlio usare il nome del nonno paterno, e il secondo il nome del nonno materno, prozio, o prozia.

In alternativa, i membri di una famiglia potevano usare varianti dello stesso nome, come "Demippo (figlio) di Demotimo". Questa pratica di nominare i figli col nome dei loro nonni è ancora largamente diffusa nella Grecia Moderna.

## Convenzione dei nomi greci per le donne
In molti contesti sociali era richiesto che una donna rispettabile fosse identificata non col proprio nome, ma come figlia o moglie di X.. Su lapidi o dediche, tuttavia, le donne dovevano essere identificate per nome. Qui, la formula patronimica "figlia di X" usata per gli uomini poteva essere sostituita da "moglie di X", oppure dalla forma, unione delle due dette prima, "figlia di X, moglie di Y".
Molte donne portavano forme di comuni nomi maschili, dove una desinenza finale femminile sostituiva quella maschile. Molti diffusi nomi maschili hanno avuto un equivalente femminile comune; la controparte di Nikomachos, "vittorioso in battaglia", era Nikomachē. Uno dei motivi che contribuiva a questo costume era la generale abitudine a dare i nomi dei propri familiari. Tuttavia, esistevano nomi femminili senza un corrispondente maschile, come Glykera ed Hedistē.
Un altro modo di formare i nomi femminili era l'uso del suffisso neutro -ion (-ιον, con lettera "omicron"= o breve, contrapposto al suffisso maschile -ιων, con omega), paragonabile a un diminutivo: esempio, Aristion da aristos "la migliore"; Mikrion da mikros "piccola". Forse per estensione di questo uso, i nomi delle donne sono stati a volte formati a partire dai nomi degli uomini inserendo sempre questo suffisso finale neutro, ma senza il diminutivo: ad esempio, Hilaron (Ilaria) derivato da hilaros (allegro, "che sorride").

## Formazione dei nomi
Nell'Antica Grecia esistevano queste cinque tipologie di nomi propri di persona.

### Nomi composti
Demostene è un nome composto da due nomi comuni (struttura morfologica comune nella Lingua protoindoeuropea): demos, "popolo", e sthenos, "forza". Moltissimi nomi greci sono riconducibili a questa forma di nome composto da due parole, brevi e chiaramente identificabili: Nikomachos, composto da nike, "vittoria" e mache, "battaglia"; Sophokles crastico di sophos, "sapiente, abile" e kleos, "gloria"; e Polykrates, derivato da poly, "molto", e kratos, "potere". Le parole scelte per questi nomi composti in genere esprimono un'idea buona e positiva, quali sono bellezza, forza, bravura, gloria, vittoria, e l'equitazione.
L'ordine degli elementi in genere è invertibile: Aristokles e Klearistos. Questi nomi composti hanno un significato più o meno esplicito. Ma come fece notare il filosofo greco Aristotele, due elementi possono benissimo essere combinati anche senza nessuna logica sottostante (almeno non visibile ad un primo impatto). Così la fecondissima parola ippos ("cavallo") ha portato ai nomi composti philippos ("amante dei cavalli"), Hippodamas ("domatore di cavalli"), Xenippos ("cavallo straniero") e Andrippos ("uomo cavallo").
Al genere grammaticale e biologico di tipo maschile e femminile si aggiungeva il genere neutro, che declinava in modo indifferente nomi sia di maschi che di femmine:

Esisteva un gran numero di nomi inizianti con i prefissi Xen- e Andr-. Un motivo era la tendenza a dare nomi rievocativi di quelli dei propri familiari, senza essere ad essi identici, così: demippos ("popolo-cavallo") figlio di Demotimos ("popolo-onore", onorato tra le persone).

### Nomi abbreviati
Una seconda macrocategoria di nomi erano i nomi abbreviati (ipocoristico, in tedesco Kosenamen) a partire da nomi composti. Fra i numerosi nomi che iniziavano col prefisso Kall- (κάλλος "bellezza"), come Kallinikos "di una bella vittoria", troviamo i nomi abbreviati Kallias e Kallon (maschile) o Kallis (femminile). Ancora, rispetto ai nomi relativi all'idea di vittoria, come Nikostratos "esercito che vince", esistevano Nikias e Nikon (maschile) o Niko (femminile).
Tali abbreviazioni sono state del più vario tipo e pure molto numerose: sono state contate ad esempio più di 250 abbreviazioni diverse di nomi inizianti col prefisso Phil- (φιλία "amore"), con le radici correlate.

### Nomi semplici
I comuni pronomi e aggettivi erano utilizzati per la formazione dei nomi con l'eventuale aggiunta di un suffisso, preso tra una notevole varietà di possibili scelte. Ad esempio, una ventina di nomi diversi sono formati dalla parola aischros ("brutto"), compreso quello del poeta Eschilo, che è la traduzione in latino del nome Aischylos. Fra le più frequenti categorie di pronomi e aggettivi dalle quali soni derivati nomi di persona, troviamo: colori (Xanthos, "giallo"), animali (Moschos, "vitella", e Dorkas, "capriolo"), caratteristiche o difetti fisici (Simos, "naso camuso"), o parti del corpo (Kephalos, da kephale, testa; e molti altri volgari per indicare i genitali). Alcuni di questi erano molto comuni e con un grande numero di possibili varianti. L'accertamento della loro origine richiede ricerche che vanno ben oltre la semplice consultazione di un vocabolario. Per le nostre orecchie, alcuni superano il livello di decenza e decoro che troviamo nei nomi composti: Gastron "pancia"; Batrachos, "rana"; Kopreus, "merdoso"; ma questi sono forse diminutivi con valore "affettivo-sessuale" dati a dei bambini, e poi alle loro famiglie.

### Nomi "teoforici"
La parola teoforico si riferisce a nomi il cui significato, rinvia, induce a pensare a Dio. Sebbene non fosse usuale prima dell'Impero Romano, per i Greci attribuire ad esseri umani il nome di una divinità, tuttavia alle persone poteva essere dato comunque un nome derivato dal nome proprio di una divinità, ad esempio i diffusi nomi Dionysios e Demetrios (i femminili Dionysia e Demetria) ricavati dai nomi delle divinità greche Dionysos e Demeter. 
Esiste poi una grande varietà di nomi propri di persona composti dall'unione del nome di una divinità e di un suffisso quale -doros "dono di" (es. .g.  Dionysodoros, "dono di Dionysos"), oppure -dotos "portato da" (Apollodotos). 
Molti nomi erano derivati non dal nome proprio, ma da titoli dal culto attribuiti alla divinità: Pythodoros, da Pythios, titolo del dio Apollo. Erano altresì comuni i nomi semplicemente composti dal nome comune di una divinità: theos "dio", da cui i nomi propri Theodotos/Theodora. La maggior parte dei nomi di divinità generava nomi teoforici, con la sola limitata eccezione del dio della guerra, Ares, e delle divinità associate al mondo degli inferi (Persephone, Hades, Plouton [= Latino Pluto]), così come alcune divinità minori (i fiumi in particolare), e gli eroi. Quando diventava diffuso il culto di una divinità (Asklepios) oppure era importato dall'esterno dei confini della Grecia (Isis, Sarapis) poco tempo dopo cominciavano anche a diffondersi nomi di persona da essi derivati (es.: Asklepiodotos, Isidoros, Sarapias).

### Lallnamen
Lallnamen è una parola tedesca usata per indicare nomi propri che non derivano da altre parole, ma dal suono (onomatopea, dal greco: faccio di un suono una parola) fatto dagli infanti per chiamare i loro familiari, quando ancora non conoscono o sanno dire il loro vero nome. Tipicamente, consistono nella ripetizione di alcune lettere o sillabe (come in inglese: Dada, Nana; mami, papi, ecc.) : esempi greci sono Nanna, Papas. Questa tipologia di nomi propri crebbe rapidamente durante il periodo della dominazione romana, probabilmente per effetto dell'influenza della convenzione appellativa della Frigia, regione nella quale questo modo di chiamare le persone era veramente molto comune.

## Storia comparativa sulla convenzione dei nomi greci
Le principali caratteristiche generali riscontrabili nella formazione di nomi greci sopra elencate si ritrovano ampiamente anche in altre lingue indoeuropee (i sottogruppi Indo-Iraniani, germanici, celtici, baltici e slavi); sembrano un'antica eredità all'interno del greco. Le pratiche di denominazione dei micenei nel XIV/XIII secolo a.C., nella misura in cui possono essere ricostruite dai primi Greci conosciuti con la lingua Lineare B, sembrano già mostrare la maggior parte delle caratteristiche del sistema nominale visibili quando l'alfabetizzazione riprende nell'VIII secolo a.C., sebbene anche nomi non greci fossero presenti. Questo è vero anche nella poesia epica di Omero, dove molti eroi hanno nomi composti di tipi familiari (Alexandros, Alkinoos, Amphimakhos). Ma i nomi di molti dei più grandi eroi (per esempio Achille, Ulisse, Agamennone, Priamo) non possono essere interpretati in questi termini e raramente sono stati sopportati ancora dai mortali fino ad un gusto per i nomi "eroici" sviluppati sotto l'Impero Romano; hanno un'origine diversa e non spiegata. Il sistema descritto sopra ha subito pochi cambiamenti prima del periodo romano, anche se l'ascesa della Macedonia al potere ha guadagnato nuova popolarità a nomi di quella regione come Ptolemaios, Berenike, e Arsinoe. I nomi alternativi ("X conosciuto anche come Y") iniziarono ad apparire nei documenti nel II secolo a.C., ma erano stati occasionalmente menzionati nelle fonti letterarie molto prima.
Un fenomeno diverso, quello degli individui che portano due nomi (ad esempio, Ermogene Theodotos), emerse tra le famiglie di alto rango sociale, in particolare in Asia minore nel periodo imperiale romano, probabilmente sotto l'influenza dei modelli di denominazione romana. L'influenza di Roma è certamente visibile sia nell'adozione dei nomi romani dai greci che nella drastica trasformazione dei nomi da parte dei greci che acquistarono cittadinanza romana, un nuovo status segnato dal possesso di non uno ma di ben tre nomi. Tali greci hanno spesso preso il  praenomen seguito dal nomen dei fautori o sponsor politici della loro cittadinanza, ma poi mantennero il loro nome greco come cognomen, per dare alla fine vita a forme come Tito Flavio Alkibiades. Sono emerse anche varie forme miste. Il suffisso latino -ianus , che indica originariamente la famiglia di nascita di un romano adottato in un'altra famiglia, è stato ripreso a significare inizialmente "figlio di" (ad esempio  Asklepiodotianos  = figlio di Asklepiodotos), poi come una fonte di nomi indipendenti nuovi.
La diffusione del Cristianesimo portò nuova popolarità a nomi derivati dal Nuovo Testamento, nomi di Santi e martiri e nomi greci attuali come "Teodosio" "il regalo del Dio", che venivano reinterpretati in termini cristiani. Tuttavia, i nomi non-cristiani, inclusi anche i nomi teoforici come Dionysios o Sarapion, continuarono comunque ad essere attribuiti anche ai cristiani - una tradizione che avrebbe portato un nome teoforico a diventare un nome come tutti gli altri, perdendo del tutto il suo significato originale. 
Un altro fenomeno della tarda antichità (V-VI secolo) fu un graduale allontanamento dalla tradizione, che voleva si usasse il nome del padre declinato al genitivo come identificatore: in sostituzione di ciò, emerse la nuova tendenza di indicare la professione di una persona o lo status all'interno della Chiesa cristiana (falegname, diacono, ecc).  Molti nomi greci sono giunti per vie non ben spiegabili e traverse fino in Inghilterra, e senza modifiche come Elena o Alessandro, o altri modificati come Denis (derivato da Dioniso).

## Suffissi
Molti nomi greci usavano suffissi distintivi che veicolavano un significato addizionale. Il suffisso -idi  (IDAS in zone doriche come Sparta) indica la discesa patrilineare, ad esempio "Leonida" ("figlio del leone"). Il suffisso diminutivo -ion  era anche comune, ad esempio  Efestione  ("piccolo Efesto").

## Nomi come testimonianza storica
L'epigrafista francese Louis Robert ha dichiarato che ciò che è necessario nello studio dei nomi non sono "cataloghi di nomi, ma la storia dei nomi e anche la storia per mezzo di nomi (Histoire par les noms)." I nomi sono spesso ignorati, ma in alcune zone invece rappresentano una fonte storica cruciale.. In particolare, nella cultura ebraica la parola è la cosa, il nome (suono, consonanti, ecc.) ha un valore quasi magico, sacro, basti pensare alla cabala e all'arte combinatoria ad essi applicata. 
Molti nomi sono caratteristici di particolari città o regioni. È molto raro invece trovare usato il nome di un individuo per assegnarlo ad un posto particolare, poiché i fattori che determinano le diverse scelte del nome sono molto varie. Tuttavia, dove troviamo una discreta quantità di nomi, di solito sarà possibile identificare con molta plausibilità da dove deriva il gruppo in questione. Con tali mezzi, può essere determinata l'origine di, ad esempio, bande di mercenari o gruppi di coloni chiamati in iscrizioni senza indicazione della loro patria.
I nomi sono particolarmente importanti nelle situazioni di incontro (contatto) culturale: possono rispondere alla domanda se una città particolare è greca o non-greca e documentare i cambiamenti e le complessità nell'auto-identificazione etnica anche all'interno di diverse famiglie. Inoltre, attraverso i nomi teoforici, forniscono la prova cruciale per la diffusione di nuovi culti e poi successivamente della Cristianità.
Altri due modi una volta popolari di sfruttare i nomi per costruire una storia sociale, al contrario, sono caduto in disuso. Alcuni nomi e classi di nomi erano spesso a carico degli schiavi, dal momento che i loro nomi sono stati dati o modificati a piacere dai loro proprietari, che con certezza non vollero mai dare loro dei nomi dignitosi, riservati a classi sociali di uomini liberi. Tuttavia, nessun nome o al più pochissimi erano tollerati con tale esclusività sociale, ragione per la quale molti schiavi si trovavano alla fine ad avere nomi indistinguibili da quelli dell'uomo libero: fino a concludere che nell'Antica Grecia non si può mai identificare uno schiavo solo dal suo nome. Argomenti simili si applicano ai cosiddetti nomi di cortigianeria.

## Lo studio dei nomi greci

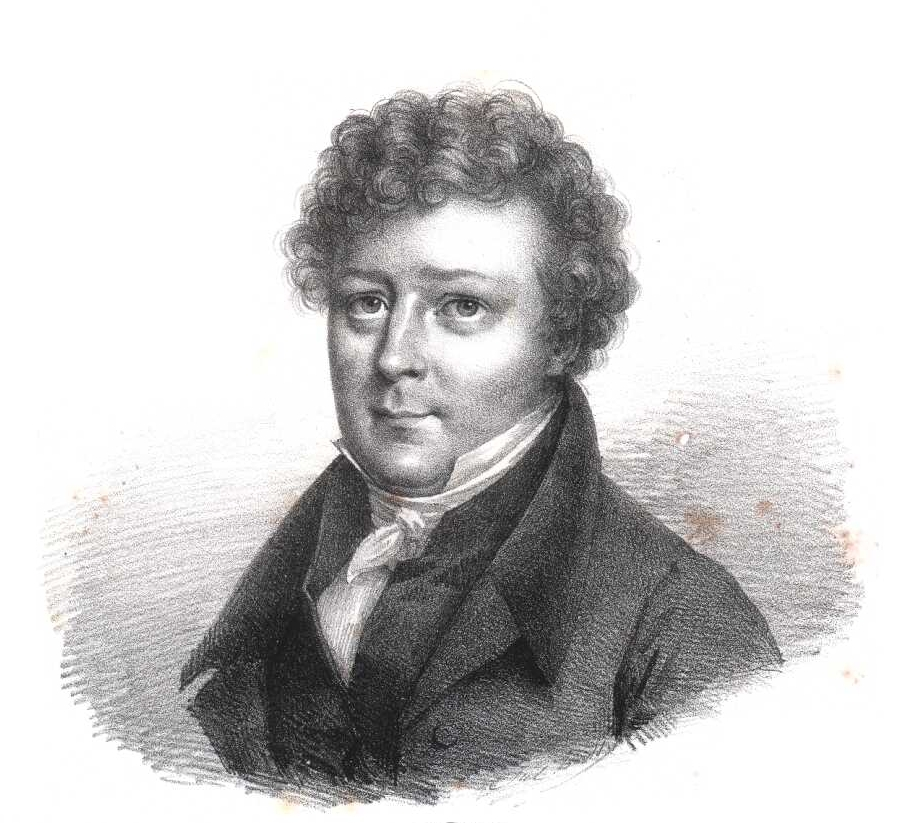
Jean Antoine Letronne

Jean Antoine Letronne (1851) ha svolto un importante lavoro pionieristico nel campo dello studio dei nomi greci.
Il lavoro di Wilhelm Pape e Benseler (1863–1870) è stato per lungo tempo il riferimento di questa materia, da alcuni anni sono emersi lavori più recenti. Bechtel Bechtel (1917) è attualmente l'autore della principale opera che spiega la formazione e il significato dei nomi greci, sebbene lo studio di O. Masson et al. sia in pratica anch'esso un punto di riferimento imprescindibile, in Onomastica Graeca Selecta (1990–2000).
Louis Robert, in Noms indigènes dans l’Asie Mineure gréco-romaine (1963), ha studiato i nomi dell'Asia Minore e mostrato la loro derivazione greca.
Il punto di partenza fondamentale dell'opera in più volumi, A Lexicon of Greek Personal Names, fondata da Peter Fraser, accademico, cui collaborano numerosi studenti è quello di registrare qualsiasi nome greco e le relative persone che portavano tale nome, suddivisi regione per regione, in modo da poter ottenere la frequenza geografica relativa di un dato nome.
Sono stati pubblicati numerosi volumi relativi a diversi studi raccolti in queste collezioni: Simon Hornblower e and Elaine Matthews (2000); 
E. Matthews (2007); 
R. W. V. Catling and F. Marchand (2010); 
Robert Parker (storico, opere del 2013).